# Primera C 2025 (Colombia)
El Torneo Nacional Interclubes Primera C 2025 o simplemente Primera C 2025 es la vigésimo cuarta (24.a) edición del torneo de tercera división del fútbol en Colombia, el cual es de carácter aficionado. Para esta edición, se ha planteado la posibilidad de que el torneo otorgue ascenso en el futuro, propuesta que aún se encuentra en estudio por parte de la Federación Colombiana de Fútbol y cuya reglamentación no ha sido definida oficialmente.

## Sistema de juego
Cada equipo debió pagar 5 500 000 pesos colombianos por inscripción ante la División Aficionada del Fútbol Colombiano; no hay límite de edad en las plantillas que pueden tener hasta  un máximo de 30 jugadores. Al final del torneo se definió que se repartirán en premios a los dos equipos finalistas: 150 millones de pesos al campeón, 100 millones al subcampeón, 20 millones al goleador y 15 millones a la valla menos vencida. Esto sin contar la fase de grupos. Si al finalizar las jornadas correspondientes hay dos o más equipos empatados en puntos su posición será determinada atendiendo a los siguientes criterios que son diferentes a los utilizados en el fútbol profesional:
1. Mayor número de partidos ganados.
2. Mayor diferencia de goles.
3. Mayor promedio de goles (Goles a favor divididos por goles en contra).
4. Mayor número de goles a favor.
5. Menor número de goles en contra.
6. Lanzamientos desde el punto penal si es entre dos equipos que están enfrentados en el último partido.
7. Juego limpio.

|                   | Formato | Clasificación a     |
| ----------------- | --- | ------------------- |
| Fase de grupos    | - La Fase I se jugará dividiendo a los equipos participantes en grupos regionales. En los grupos de 4, 5 y 6 participantes clasificarán 2 equipos, en los grupos de 7 y 8 clasificarán 3, en los grupos de 9 y 10 clubes clasificarán 4 y por último en los grupos de 11 y 12 participantes clasificarán 5. No obstante, Difutbol al terminar la fase de grupos puede otorgar más cupos debido a que no se especifica el sistema de juego en el reglamento y puede modificarse en el transcurso del torneo. | - Fase eliminatoria |
| Fase eliminatoria | - Los clasificados jugarán partidos de eliminación directa a doble partido hasta la final. En las fases donde haya un número impar de equipos clasificará el mejor perdedor, hasta obtener un campeón. |                     |

## Equipos participantes
| Alianza Caribe                    | Atlántico          | Barranquilla        |
| Boca Juniors de Soledad           | Atlántico          | Soledad             |
| Central Campo de la Cruz          | Atlántico          | Campo de la Cruz    |
| Real Sabanalarga                  | Atlántico          | Sabanalarga         |
| Caribe Sport                      | Atlántico          | Barranquilla        |
| Ilusión Naranja                   | Atlántico          | Barranquilla        |
| Sporting Football                 | Atlántico          | Soledad             |
| Real Sociedad de Suán             | Atlántico          | Suán                |
| Santa Lucía F. C.                 | Atlántico          | Santa Lucía         |
| Risaralda F. C.                   | Atlántico          | Barranquilla        |
| Atlético Juan Martín              | Bolívar            | San Juan Nepomuceno |
| Fantasía Cartagena                | Bolívar            | Cartagena           |
| Juventud Magangué                 | Bolívar            | Magangué            |
| Paz y Futuro                      | Bolívar            | San Juan Nepomuceno |
| Real Mompóx                       | Bolívar            | Mompós              |
| Talentos Cartageneros             | Bolívar            | Cartagena           |
| Athletic Club Bolívar             | Bolívar            | Cicuco              |
| Equipo Azul                       | Cesar              | Valledupar          |
| Atlético Curumaní                 | Cesar              | Curumaní            |
| Real Bosconia                     | Cesar              | Bosconia            |
| Deportivo Copey                   | Cesar              | El Copey            |
| Atlético Beceriil FM              | Cesar              | Beceriil            |
| Internacional                     | Cesar              | Valledupar          |
| Deportivo JM                      | La Guajira         | El Molino           |
| Oro Negro                         | La Guajira         | Albania             |
| Gremio Vallenato                  | Cesar              | Valledupar          |
| Nápoles                           | Cesar              | Becerril            |
| Real Aguachica                    | Cesar              | Aguachica           |
| Real Sociedad de Aracataca        | Magdalena          | Aracataca           |
| Atlético Aracataca                | Magdalena          | Aracataca           |
| Juventus Santa Marta              | Magdalena          | Santa Marta         |
| Deportivo Quique                  | Magdalena          | Ciénaga             |
| Deportivo Santa Marta             | Magdalena          | Santa Marta         |
| Bastidas F. C.                    | Magdalena          | Santa Marta         |
| Healthy People Quilmes            | Magdalena          | Santa Marta         |
| Granada F. C.                     | Magdalena          | Nueva Granada       |
| Amigos de Corozal                 | Sucre              | Corozal             |
| Boca Juniors de Sincelejo         | Sucre              | Sincelejo           |
| Deportivo Buenavista              | Sucre              | Buenavista          |
| Once Sucre                        | Sucre              | Sincelejo           |
| Atlético Jireh                    | Sucre              | Coveñas             |
| Academia Flamengo                 | Sucre              | Sincelejo           |
| Talentos Flamengo                 | Sucre              | Sincelejo           |
| Sampués F. C.                     | Sucre              | Sampués             |
| Independiente San Marcos          | Sucre              | San Marcos          |
| San Pedro F. C.                   | Sucre              | San Pedro           |
| Amigos del Balón                  | Norte de Santander | Villa del Rosario   |
| Nacional - El Zulia               | Norte de Santander | Los Patios          |
| Ciamen F. C.                      | Norte de Santander | Cúcuta              |
| Atlético Chapinero                | Norte de Santander | Tibú                |
| Cúcuta F. C.                      | Norte de Santander | Cúcuta              |
| Internacional Patios              | Norte de Santander | Los Patios          |
| La Provincia F. C.                | Norte de Santander | Chinácota           |
| Santander del Norte               | Norte de Santander | Cúcuta              |
| River Plate Santander             | Santander          | Barrancabermeja     |
| Equipo Amarillo F. C.             | Santander          | Barrancabermeja     |
| Zarzal F. C.                      | Santander          | Barrancabermeja     |
| Real Barrancabermeja              | Santander          | Barrancabermeja     |
| Talentos del Sur                  | Bolívar            | Cantagallo          |
| Alianza Platanera                 | Antioquia          | Medellín            |
| Tiendas Margos                    | Antioquia          | Envigado            |
| Deportivo Zarzalejo               | Antioquia          | Guarne              |
| Fundación Camilo Zúñiga           | Antioquia          | Medellín            |
| Segovia F. C.                     | Antioquia          | Segovia             |
| Talentos Envigado                 | Antioquia          | Envigado            |
| Mafi Aguablanca                   | Valle del Cauca    | Cali                |
| Magia F. C.                       | Valle del Cauca    | Andalucía           |
| Norte del Valle                   | Valle del Cauca    | Sevilla             |
| Oros del Pacífico                 | Valle del Cauca    | Buenaventura        |
| Racing Guacarí                    | Valle del Cauca    | Guacarí             |
| Medellín City                     | Antioquia          | Copacabana          |
| La Pantera F. C.                  | Antioquia          | Itagüí              |
| Dimelojara F. C.                  | Antioquia          | Rionegro            |
| Semillas de Vida y Paz            | Antioquia          | Medellín            |
| Panteras F. C.                    | Antioquia          | Medellín            |
| Total Soccer                      | Antioquia          | La Ceja             |
| Atlético Urabaense                | Antioquia          | Medellín            |
| Colo-Colo                         | Antioquia          | Itagüí              |
| Politécnico Jaime Isaza Cadavid   | Antioquia          | Medellín            |
| Soccer Law                        | Antioquia          | Medellín            |
| Sol de Oriente                    | Antioquia          | Medellín            |
| Casitas F. C.                     | Caldas             | Marmato             |
| Deportivo Gama                    | Caldas             | Riosucio            |
| Manizales F. C.                   | Caldas             | Manizales           |
| Soccer Quality                    | Caldas             | Manizales           |
| Atlético Cafetero                 | Quindío            | La Tebaida          |
| Andrés Escobar F. C.              | Risaralda          | Dosquebradas        |
| Fair Play Colombia                | Risaralda          | Pereira             |
| Socrates Valencia                 | Risaralda          | Pereira             |
| La Cantera F. C.                  | Risaralda          | Dosquebradas        |
| La Academia F. C.                 | Risaralda          | Santa Rosa de Cabal |
| Corporación Paz Integral          | Chocó              | Cértegui            |
| Linaje F. C. "B"                  | Chocó              | Quibdó              |
| Los Paye                          | Chocó              | Quibdó              |
| Nueva Generación Tadó             | Chocó              | Tadó                |
| Unión Chocó                       | Chocó              | Quibdó              |
| Atrato River                      | Chocó              | El Atrato           |
| Los Robles                        | Chocó              | Río Quito           |
| Estrellas del Futuro              | Chocó              | Quibdó              |
| Linaje F. C.                      | Chocó              | Quibdó              |
| Atlético Cauca                    | Cauca              | Popayán             |
| Real Sociedad de Popayán          | Cauca              | Popayán             |
| Independiente Popayán             | Cauca              | Popayán             |
| Locos Por el Fútbol               | Cauca              | Popayán             |
| Tigres de Timbío                  | Cauca              | Timbío              |
| Atlético Nariño                   | Nariño             | Pasto               |
| Atlético Tumaco                   | Nariño             | Tumaco              |
| Boca Juniors Nariño               | Nariño             | Pasto               |
| Leones de Nariño                  | Nariño             | Pasto               |
| Deportivo La Sabana               | Nariño             | Túquerres           |
| Unión Pacífico Sur                | Nariño             | Tumaco              |
| Wil Nariño                        | Nariño             | Pasto               |
| Real Falcon                       | Nariño             | Pasto               |
| Asociación Cristiana Deportiva    | Bogotá             | Bogotá              |
| Atlético Salitre                  | Bogotá             | Bogotá              |
| B&O Los Embajadores               | Bogotá             | Bogotá              |
| Bogotá City                       | Bogotá             | Bogotá              |
| Deportivo Ajax                    | Bogotá             | Bogotá              |
| Estrella Roja                     | Bogotá             | Bogotá              |
| Deportivo Lyon                    | Bogotá             | Bogotá              |
| First Level                       | Bogotá             | Bogotá              |
| Club Internacional                | Bogotá             | Bogotá              |
| Monarca F. C.                     | Bogotá             | Bogotá              |
| Distrito Elite                    | Bogotá             | Bogotá              |
| Academia Blanco y Negro           | Cundinamarca       | Chía                |
| Universidad de Cundinamarca       | Cundinamarca       | Fusagasugá          |
| F. C. Cajicá                      | Cundinamarca       | Cajicá              |
| Super Mundial F. C.               | Cundinamarca       | Soacha              |
| Sabana Norte                      | Cundinamarca       | Chía                |
| Alianza Nacional                  | Boyacá             | Nobsa               |
| Club Goleiros Boyacá              | Boyacá             | Chiquinquirá        |
| Lanceros F. C. - Deportivo Sanpas | Boyacá             | Paipa               |
| La Once F. C.                     | Boyacá             | Duitama             |
| Club Santoto                      | Boyacá             | Tunja               |
| Real Juventud                     | Santander          | Barbosa             |
| Bicentenario                      | Casanare           | Yopal               |
| Atlético Real Paz                 | Casanare           | Paz de Ariporo      |
| Alzate´s Premier                  | Meta               | Villavicencio       |
| Cuervos F. C.                     | Meta               | Villavicencio       |
| Pitalito F. C. - Ney Sport        | Huila              | Pitalito            |
| Talentos Neiva                    | Huila              | Neiva               |
| Deportivo Neiva                   | Huila              | Neiva               |
| Deportivo Garzagol                | Tolima             | Ibagué              |
| Villa de Las Palmas               | Tolima             | Purificación        |
| Fiorentina F. C.                  | Caquetá            | Florencia           |
| Deportivo Urabá Antioquia         | Antioquia          | Apartadó            |
| Rey Pelé                          | Córdoba            | Montería            |
| Tigres del Sinú                   | Córdoba            | Tierralta           |
| Atlético Santander                | Santander          | Floridablanca       |
| Atlético San Felipe               | Santander          | Girón               |
| Deportivo Ferry                   | Santander          | Bucaramanga         |
| Tigres del Quindío                | Quindío            | Armenia             |
| Deportivo Pereira "B"             | Risaralda          | Pereira             |
| Atlético San Juan                 | Chocó              | Itsmina             |
| Estudiantes de Pasto              | Nariño             | Pasto               |
| Tigres "B"                        | Bogotá             | Bogotá              |
| Juventus F. C.                    | Bogotá             | Bogotá              |
| Deportivo San Pablo               | Cundinamarca       | Zipaquirá           |
| Atlético Flamengo                 | Cundinamarca       | Cota                |
| Patriotas "B"                     | Boyacá             | Tunja               |
| Elite Melgar                      | Tolima             | Melgar              |
| Deportivo Suán                    | Atlántico          | Suán                |
| Real Campo de la Cruz             | Atlántico          | Campo de la Cruz    |
| Talento Sport                     | Magdalena          | Fundación           |
| Real Soto Norte                   | Santander          | El Playón           |
| Albeiro García                    | Santander          | San Gil             |
| Talentos Barrancabermeja          | Santander          | Barrancabermeja     |
| Academia Talento Real             | Tolima             | Ibagué              |
| Real Afro Sport                   | Magdalena          | Aracataca           |
| Juventud 2000                     | Bolívar            | San Jacinto         |
| Deportivo Rionegro F. C.          | Antioquia          | Medellín            |
| City Club United                  | Bogotá             | Bogotá              |
| Atlético Maicao                   | La Guajira         | Maicao              |
| Pamplona F. C.                    | Norte de Santander | Pamplona            |
| La Academia F. C.                 | Risaralda          | Santa Rosa de Cabal |
| Centenario                        | Bogotá             | Bogotá              |
| City Club United                  | Bogotá             | Bogotá              |
| Real Benyamit Bogotá              | Bogotá             | Bogotá              |
| Atlético Algarrobo                | Magdalena          | Algarrobo           |
| Flamenco F. C.                    | La Guajira         | Riohacha            |
| Alianza Guajira                   | La Guajira         | Riohacha            |
| Deportivo Riohacha                | La Guajira         | Riohacha            |

### Localización
| Antioquia          | 17 | Alianza Platanera, Tiendas Margos, Deportivo Zarzalejo, Fundación Camilo Zúñiga, Segovia F. C., Talentos Envigado, Medellín City, La Pantera F. C., Dimelojara F. C., Semillas de Vida y Paz, Total Soccer, Colo-Colo, Politecnico Jaime Isaza Cadavid, Soccer Law, Sol de Oriente, Deportivo Urabá Antioquia y Deportivo Rionegro |
| Bogotá, D. C.      | 17 | Asociación Cristiana, Atlético Salitre, B&O Los Embajadores, Bogotá City, Deportivo Ajax, Estrella Roja, Deportivo Lyon, First Level, Club Internacional, Monarca F. C., Distrito Élite, Tigres "B", Juventus F. C. Centenario, City Club United y Real Benyamit.                                                                  |
| Atlántico          | 12 | Alianza Caribe, Boca Juniors de Soledad, Central Campo de la Cruz, Real Sabanalarga, Caribe Sport, Ilusión Naranja, Sporting Football, Real Sociedad de Suán, Santa Lucía F. C., Risaralda F. C., Deportivo Suán y Real Campo de la Cruz                                                                                           |
| Magdalena          | 11 | Real Sociedad de Aracataca, Atlético Aracataca, Juventus Santa Marta, Deportivo Quique, Deportivo Santa Marta, Bastidas F. C., Healthy People Quilmes, Granada F. C., Talento Sport, Real Afro Sport y Atlético Algarrobo |
| Santander          | 11 | River Plate Santander, Equipo Amarillo F. C., Zarzal F. C., Real Barrancabermeja, Real Juventud, Atlético Santander, Atlético San Felipe, Deportivo Ferry, Real Soto Norte, Albeiro García y Talentos Barrancabermeja |
| Chocó              | 10 | Corporación Paz Integral, Linaje F. C. "B", Los Paye, Nueva Generación Tadó, Unión Chocó, Atrato River, Los Robles, Estrellas del Futuro, Linaje F. C. y Atlético San Juan |
| Sucre              | 10 | Amigos de Corozal, Boca Juniors de Sincelejo, Deportivo Buenavista, Once Sucre, Atlético Jireh, Flamengo F. C., Flamengo F. C. "B", Sampués F. C., Independiente San Marcos y San Pedro F. C. |
| Bolívar            | 9  | Atlético Juan Martín, Fantasía Cartagena, Juventud Magangué, Paz y Futuro, Real Mompox, Talentos Cartageneros, Athletic Club Bolívar, Talentos del Sur y Juventud 2000 |
| Nariño             | 9  | Atlético Nariño, Boca Juniors de Nariño, Atlético Tumaco, Leones Nariño, Deportivo La Sabana, Unión Pacífico Sur, Wil Nariño, Real Falcon y Estudiantes de Pasto |
| Norte de Santander | 9  | Amigos del Balón, Nacional - El Zulia, Ciamen F. C., Atlético Chapinero, Cúcuta F. C., Internacional Patios, La Provincia F. C., Santander del Norte y Pamplona F. C. |
| Cesar              | 8  | Equipo Azul, Atlético Curumaní, Real Bosconia, Deportivo Copey, Atlético Becerril FM, Nápoles, Gremio Vallenato y Real Aguachica |
| Cundinamarca       | 7  | Academia Blanco y Negro, Universidad de Cundinamarca, F. C. Cajicá, Super Mundial F. C., Sabana Norte, Atlético Flamengo y Deportivo San Pablo |
| Boyacá             | 6  | Alianza Nacional, Club Goleiros Boyacá, Lanceros F. C. - Deportivo Sanpas, Club Santoto, La Once F. C. y Patriotas "B" |
| La Guajira         | 6  | Alianza Guajira, Flamenco F. C., Deportivo Riohacha, Deportivo JM, Oro Negro y Atlético Maicao |
| Risaralda          | 6  | Andrés Escobar F. C., Fair Play Colombia, Socrates Valencia, La Cantera F. C. La Academia F. C. y Deportivo Pereira "B" |
| Valle del Cauca    | 5  | Mafi Aguablanca, Magia F. C., Norte del Valle, Oros del Pacífico y Racing Guacarí |
| Cauca              | 5  | Atlético Cauca, Real Sociedad de Popayán, Independiente Popayán, Locos Por el Fútbol y Tigres del Timbío |
| Caldas             | 4  | Casitas F. C., Deportivo Gama, Manizales F. C. Y Soccer Quality |
| Tolima             | 4  | Deportivo Garzagol, Villa de Las Palmas, Elite Melgar y Academia Talento Real |
| Casanare           | 3  | Deportivo Unitropico, Bicentenario y Atlético Real Paz |
| Huila              | 3  | Pitalito F. C. - Ney Sport, Talentos Neiva y Deportivo Neiva |
| Córdoba            | 2  | Rey Pelé y Tigres del Sinú |
| Meta               | 2  | Alzate´s Premier y Cuervos F. C. |
| Quindío            | 2  | Atlético Cafetero, y Tigres del Quindío |
| Caquetá            | 1  | Fiorentina F. C. |

## Equipos retirados y expulsados
| Retirados: - Talentos Fortuna - Real Fundación - Oriente C. F. - Nueva Generación - Europa F. C. - Tumaco F. C. - Talento y Vida - Deportivo River Plate - Ciclos F. C. - Club Cachorros - Internacional - Alianza Llanos - Deportivo Unitropico |  | Expulsados - Panteras F. C. - Atlético Urabaense - Boca Juniors Sincelejo - Flamenco F. C. |

## Fase de grupos

### Grupo A
| Pos. | Equipo                  | Pts. | PJ | G  | E | P  | GF | GC | Dif. | Clasificación |     | SLA | RIO | SEG | TMA | ALP | TEN | ZAR | FCZ  |
| ---- | ----------------------- | ---- | -- | -- | - | -- | -- | -- | ---- | ------------- | --- | --- | --- | --- | --- | --- | --- | --- | ---- |
| 1    | Soccer Law              | 30   | 11 | 10 | 0 | 1  | 27 | 11 | +16  | Segunda fase  |     | —   | 1–2 | 3–0 | 2–1 | 2–1 |     | 1–0 | 3–2  |
| 2    | Deportivo Rionegro      | 26   | 11 | 8  | 2 | 1  | 39 | 15 | +24  | Segunda fase  |     | 1–2 | —   | 2–1 | 5–0 | 6–0 | 3–2 |     | 10–4 |
| 3    | Segovia F. C.           | 22   | 11 | 7  | 1 | 3  | 29 | 12 | +17  | Segunda fase  |     |     | 1–1 | —   | 3–1 |     | 2–0 | 7–2 | 6–1  |
| 4    | Tiendas Margos          | 21   | 11 | 7  | 0 | 4  | 37 | 17 | +20  |               |     | 1–2 |     | 1–0 | —   | 2–1 | 9–0 | 9–0 | 6–1  |
| 5    | Alianza Platanera       | 12   | 11 | 4  | 0 | 7  | 13 | 20 | −7   |               | 1–3 | 0–2 | 0–2 |     | —   | 1–0 | 4–1 |     |      |
| 6    | Talentos Envigado       | 9    | 11 | 3  | 0 | 8  | 13 | 31 | −18  |               | 0–4 |     | 1–4 | 2–3 | 1–0 | —   |     |     |      |
| 7    | Deportivo Zarzalejo     | 7    | 11 | 2  | 1 | 8  | 15 | 43 | −28  |               |     | 3–3 | 0–3 |     | 0–4 | 1–0 | —   | 1–3 |      |
| 8    | Fundación Camilo Zuñiga | 3    | 11 | 1  | 0 | 10 | 20 | 48 | −28  |               | 2–4 | 1–4 |     | 1–4 | 1–2 | 1–2 | 3–4 | —   |      |

 Fuente: Difutbol

### Grupo B
| Pos. | Equipo                  | Pts. | PJ | G | E | P  | GF | GC | Dif. | Clasificación |     | SDO | TOT  | DML | MEC | SVP | POL | COL | LPA  |
| ---- | ----------------------- | ---- | -- | - | - | -- | -- | -- | ---- | ------------- | --- | --- | ---- | --- | --- | --- | --- | --- | ---- |
| 1    | Sol de Oriente          | 26   | 11 | 8 | 2 | 1  | 32 | 8  | +24  | Segunda fase  |     | —   | 1–2  |     | 2–1 | 2–0 | 1–0 |     | 14–0 |
| 2    | Total Soccer            | 24   | 11 | 8 | 0 | 3  | 30 | 15 | +15  | Segunda fase  |     | 2–3 | —    | 2–1 | 3–2 |     | 5–1 |     | 5–2  |
| 3    | Dimelojara F. C.        | 23   | 11 | 7 | 2 | 2  | 38 | 9  | +29  | Segunda fase  |     | 0–0 | 1–0  | —   | 1–1 |     | 5–1 | 3–0 |      |
| 4    | Medellín City F. C.     | 18   | 11 | 5 | 3 | 3  | 24 | 19 | +5   |               |     | 1–1 | 2–1  | 1–0 | —   | 3–2 |     | 1–2 |      |
| 5    | Semillas de Vida y Paz  | 12   | 10 | 4 | 0 | 6  | 14 | 19 | −5   |               | 0–2 | 0–1 | 1–7  | 1–2 | —   |     | 1–0 |     |      |
| 6    | Politécnico Jaime Isaza | 11   | 11 | 3 | 2 | 6  | 16 | 28 | −12  |               | 1–4 |     |      | 2–2 | 1–6 | —   | 1–1 | 0–3 |      |
| 7    | Colo Colo               | 10   | 11 | 3 | 1 | 7  | 14 | 16 | −2   |               | 1–2 | 2–3 | 1–2  |     | 1–2 | 0–1 | —   | 3–0 |      |
| 8    | La Pantera F. C.        | 0    | 10 | 0 | 0 | 10 | 7  | 61 | −54  |               |     | 0–6 | 1–14 | 4–8 | 0–2 | 0–3 | 0–3 | —   |      |

 Fuente: Difutbol

### Grupo D
| Pos. | Equipo             | Pts. | PJ | G | E | P | GF | GC | Dif. | Clasificación |     | SOV | MAN | SQU | FPL | CAF | ACA | NDV  |
| ---- | ------------------ | ---- | -- | - | - | - | -- | -- | ---- | ------------- | --- | --- | --- | --- | --- | --- | --- | ---- |
| 1    | Sócrates Valencia  | 21   | 9  | 6 | 3 | 0 | 35 | 6  | +29  | Segunda fase  |     | —   | 4–1 | 6–0 |     | 0–0 | 5–0 | 11–1 |
| 2    | Manizales F. C.    | 16   | 9  | 4 | 4 | 1 | 30 | 15 | +15  | Segunda fase  |     | 3–3 | —   | 1–1 | 5–1 |     | 7–1 | 5–0  |
| 3    | Soccer Quality     | 14   | 10 | 3 | 5 | 2 | 17 | 18 | −1   | Segunda fase  |     | 0–0 | 1–4 | —   | 1–1 | 1–0 | 6–1 |      |
| 4    | Fair Play Colombia | 13   | 9  | 3 | 4 | 2 | 11 | 13 | −2   |               |     | 0–4 |     | 1–1 | —   | 3–0 |     | 1–0  |
| 5    | Atlético Cafetero  | 10   | 9  | 2 | 4 | 3 | 11 | 8  | +3   |               |     | 2–2 |     | 0–0 | —   | 1–0 | 7–0 |      |
| 6    | La Academia F. C.  | 9    | 10 | 2 | 3 | 5 | 14 | 29 | −15  |               |     | 2–2 | 2–4 | 1–1 | 2–1 | —   | 2–2 |      |
| 7    | Norte del Valle    | 3    | 10 | 0 | 3 | 7 | 7  | 36 | −29  |               | 1–2 |     | 2–2 | 1–3 | 0–0 | 0–3 | —   |      |

 Fuente: Difutbol

### Grupo E
| Pos. | Equipo                | Pts. | PJ | G | E | P | GF | GC | Dif. | Clasificación |     | TDQ | LCA | GAM | AES | PER | CAS |
| ---- | --------------------- | ---- | -- | - | - | - | -- | -- | ---- | ------------- | --- | --- | --- | --- | --- | --- | --- |
| 1    | Tigres del Quindío    | 24   | 10 | 7 | 3 | 0 | 17 | 7  | +10  | Segunda fase  |     | —   | 1–1 | 1–0 | 3–1 | 1–0 | 4–2 |
| 2    | La Cantera F. C.      | 21   | 10 | 6 | 3 | 1 | 23 | 10 | +13  | Segunda fase  |     | 1–1 | —   | 2–2 | 1–0 | 5–1 | 4–2 |
| 3    | Deportivo Gama        | 18   | 10 | 5 | 3 | 2 | 13 | 9  | +4   |               |     | 1–1 | 0–1 | —   | 2–0 | 2–1 | 1–0 |
| 4    | Andrés Escobar        | 11   | 10 | 3 | 2 | 5 | 11 | 14 | −3   |               | 1–2 | 3–2 | 0–1 | —   | 1–1 | 3–1 |     |
| 5    | Deportivo Pereira "B" | 8    | 10 | 2 | 2 | 6 | 8  | 15 | −7   |               | 0–1 | 0–1 | 1–1 | 0–1 | —   | 2–1 |     |
| 6    | Casitas F. C.         | 1    | 10 | 0 | 1 | 9 | 10 | 25 | −15  |               |     | 0–5 | 2–3 | 1–1 | 1–2 | —   |     |

 Fuente: Difutbol

### Grupo F
| Pos. | Equipo                   | Pts. | PJ | G  | E | P  | GF | GC | Dif. | Clasificación |     | NGT | ROB | UCH | PAY | ATR | CPI | ASJ | LIN | EDF | LIB |
| ---- | ------------------------ | ---- | -- | -- | - | -- | -- | -- | ---- | ------------- | --- | --- | --- | --- | --- | --- | --- | --- | --- | --- | --- |
| 1    | Nueva Generación Tadó    | 34   | 13 | 11 | 1 | 1  | 36 | 10 | +26  | Segunda fase  |     | —   | 4–2 |     | 1–0 | 4–0 | 4–1 | 6–2 | 4–0 | 2–0 |     |
| 2    | Los Robles               | 29   | 13 | 9  | 2 | 2  | 34 | 24 | +10  | Segunda fase  |     |     | —   | 2–2 | 2–4 | 3–2 |     | 3–1 | 3–2 |     | 2–0 |
| 3    | Unión Chocó              | 25   | 13 | 7  | 4 | 2  | 26 | 12 | +14  | Segunda fase  |     | 3–1 | 1–1 | —   |     |     | 2–2 | 3–1 |     | 1–0 | 8–0 |
| 4    | Los Paye                 | 24   | 13 | 7  | 3 | 3  | 32 | 16 | +16  | Segunda fase  |     | 1–1 |     | 2–1 | —   | 3–0 | 1–1 | 2–0 |     | 2–0 | 6–0 |
| 5    | Atrato River             | 20   | 13 | 6  | 2 | 5  | 22 | 18 | +4   |               |     | 1–2 |     | 1–1 | 4–1 | —   | 3–0 | 1–0 | 2–0 |     | 5–1 |
| 6    | Corporación Paz Integral | 17   | 13 | 4  | 5 | 4  | 20 | 20 | 0    |               | 0–1 | 2–3 |     |     | 1–0 | —   | 1–0 | 3–3 | 1–1 | 3–0 |     |
| 7    | Atlético San Juan        | 12   | 13 | 4  | 0 | 9  | 24 | 30 | −6   |               | 0–3 | 1–3 | 2–1 | 5–3 |     |     | —   | 3–0 | 2–3 | 7–0 |     |
| 8    | Linaje F. C.             | 11   | 12 | 3  | 2 | 7  | 15 | 21 | −6   |               |     | 0–2 | 0–1 | 0–0 | 1–2 |     |     | —   | 4–1 | 3–0 |     |
| 9    | Estrellas del Futuro     | 5    | 13 | 1  | 2 | 10 | 9  | 32 | −23  |               |     | 2–3 | 0–1 | 1–7 | 1–1 | 0–3 |     | 0–2 | —   |     |     |
| 10   | Linaje F. C. "B"         | 4    | 12 | 1  | 1 | 10 | 8  | 46 | −38  |               | 0–3 | 2–6 | 0–1 |     |     | 2–2 |     |     | 3–0 | —   |     |

 Fuente: Difutbol

### Grupo G
| Pos. | Equipo                   | Pts. | PJ | G | E | P  | GF | GC | Dif. | Clasificación |     | LOC | RSP | MAG | CAU | ODP | RAC | TIM | IND | MAF  |
| ---- | ------------------------ | ---- | -- | - | - | -- | -- | -- | ---- | ------------- | --- | --- | --- | --- | --- | --- | --- | --- | --- | ---- |
| 1    | Locos por el Fútbol      | 22   | 12 | 6 | 4 | 2  | 21 | 9  | +12  | Segunda fase  |     | —   | 2–1 | 0–0 | 0–0 | 1–0 |     | 4–1 |     | 5–1  |
| 2    | Real Sociedad de Popayán | 21   | 11 | 7 | 0 | 4  | 22 | 14 | +8   | Segunda fase  |     | 1–0 | —   |     | 1–4 | 0–1 |     | 4–3 | 2–1 | 6–1  |
| 3    | Magia F. C.              | 21   | 12 | 6 | 3 | 3  | 27 | 13 | +14  | Segunda fase  |     | 0–4 | 1–0 | —   |     | 2–0 | 1–1 | 6–1 |     | 10–1 |
| 4    | Atlético Cauca           | 21   | 12 | 5 | 6 | 1  | 19 | 10 | +9   | Segunda fase  |     | 0–0 | 0–2 | 3–3 | —   |     | 1–1 |     | 1–0 |      |
| 5    | Oros del Pacífico        | 20   | 11 | 6 | 2 | 3  | 16 | 8  | +8   |               |     |     |     | 2–0 | 0–1 | —   | 2–0 | 3–1 | 3–0 |      |
| 6    | Racing Guacarí           | 17   | 11 | 4 | 5 | 2  | 22 | 17 | +5   |               | 2–2 | 0–3 | 1–0 |     | 1–1 | —   |     |     | 6–1 |      |
| 7    | Tigres de Timbío         | 12   | 12 | 3 | 3 | 6  | 14 | 25 | −11  |               |     |     | 0–1 | 1–1 | 1–1 |     | —   | 3–1 | 1–0 |      |
| 8    | Independiente Popayán    | 6    | 11 | 2 | 0 | 9  | 15 | 25 | −10  |               | 0–3 | 1–2 | 0–3 | 1–4 |     | 3–5 |     | —   | 5–0 |      |
| 9    | Mafi Aguablanca          | 4    | 12 | 1 | 1 | 10 | 12 | 46 | −34  |               | 0–3 |     |     | 1–1 | 1–3 | 2–4 | 0–1 | 1–4 | —   |      |

 Fuente: Difutbol

### Grupo H
| Pos. | Equipo               | Pts. | PJ | G  | E | P | GF | GC | Dif. | Clasificación |     | WIL | LEO | ATU | UPS | LSA | EST | BJN | RFA | ATN |
| ---- | -------------------- | ---- | -- | -- | - | - | -- | -- | ---- | ------------- | --- | --- | --- | --- | --- | --- | --- | --- | --- | --- |
| 1    | Wil Nariño           | 33   | 12 | 11 | 0 | 1 | 22 | 5  | +17  | Segunda fase  |     | —   | 0–1 | 1–0 | 2–1 |     | 2–1 | 3–1 |     |     |
| 2    | Leones de Nariño     | 23   | 11 | 7  | 2 | 2 | 17 | 7  | +10  | Segunda fase  |     | 0–2 | —   |     | 3–0 | 1–0 |     |     | 3–0 | 1–0 |
| 3    | Atlético Tumaco      | 17   | 12 | 5  | 2 | 5 | 22 | 13 | +9   | Segunda fase  |     | 0–1 | 1–1 | —   | 1–2 | 6–1 | 3–1 | 2–0 | 4–0 |     |
| 4    | Unión Pacífico Sur   | 17   | 12 | 5  | 2 | 5 | 20 | 18 | +2   | Segunda fase  |     | 1–2 |     | 1–2 | —   | 1–1 | 2–1 |     | 1–0 | 5–0 |
| 5    | Deportivo La Sabana  | 16   | 12 | 4  | 4 | 4 | 10 | 12 | −2   |               |     | 0–1 | 1–1 |     | 0–0 | —   | 1–0 |     | 1–0 | 2–1 |
| 6    | Estudiantes de Pasto | 13   | 11 | 4  | 1 | 6 | 14 | 18 | −4   |               | 0–4 | 1–2 |     | 4–2 | 0–1 | —   | 4–2 |     |     |     |
| 7    | Boca Juniors Nariño  | 12   | 11 | 3  | 3 | 5 | 13 | 18 | −5   |               |     | 2–1 | 2–1 | 3–4 | 0–0 |     | —   | 2–2 | 1–0 |     |
| 8    | Real Falcón          | 9    | 12 | 2  | 3 | 7 | 7  | 19 | −12  |               | 0–2 | 0–3 | 2–2 |     |     | 0–1 | 1–0 | —   | 2–0 |     |
| 9    | Atlético Nariño      | 6    | 11 | 1  | 3 | 7 | 2  | 16 | −14  |               | 0–2 |     | 1–0 |     | 0–3 | 0–0 | 0–0 | 0–0 | —   |     |

 Fuente: Difutbol

### Grupo I
| Pos. | Equipo               | Pts. | PJ | G | E | P  | GF | GC | Dif. | Clasificación |     | BLE | LYO | FIR | EST | BOG | SAL | AJA | ACR |
| ---- | -------------------- | ---- | -- | - | - | -- | -- | -- | ---- | ------------- | --- | --- | --- | --- | --- | --- | --- | --- | --- |
| 1    | B&O Los Embajadores  | 28   | 11 | 9 | 1 | 1  | 30 | 7  | +23  | Segunda fase  |     | —   | 0–2 | 1–0 | 2–0 |     | 4–2 | 5–0 | 6–0 |
| 2    | Deportivo Lyon       | 26   | 11 | 8 | 2 | 1  | 30 | 4  | +26  | Segunda fase  |     | 0–1 | —   |     | 1–0 | 2–1 | 6–1 |     | 9–0 |
| 3    | First Level          | 20   | 11 | 6 | 2 | 3  | 20 | 5  | +15  | Segunda fase  |     | 1–2 | 0–0 | —   | 3–0 | 2–0 | 1–1 | 4–0 |     |
| 4    | Estrella Roja        | 18   | 11 | 5 | 3 | 3  | 17 | 12 | +5   |               |     |     | 0–0 |     | —   | 2–2 | 5–2 | 2–1 | 3–0 |
| 5    | Bogotá City          | 11   | 11 | 3 | 2 | 6  | 12 | 14 | −2   |               | 1–1 | 0–2 | 0–2 | 0–1 | —   | 2–0 |     |     |     |
| 6    | Atlético Salitre     | 10   | 11 | 3 | 1 | 7  | 15 | 26 | −11  |               |     |     | 0–2 | 0–3 | 2–0 | —   | 1–0 | 1–2 |     |
| 7    | Deportivo Ajax       | 10   | 11 | 3 | 1 | 7  | 10 | 21 | −11  |               | 0–1 | 1–3 | 1–0 | 1–1 | 0–2 |     | —   | 3–2 |     |
| 8    | Asociación Cristiana | 3    | 11 | 1 | 0 | 10 | 6  | 51 | −45  |               | 1–7 | 0–5 | 0–5 |     | 0–4 | 1–5 | 0–3 | —   |     |

 Fuente: Difutbol

### Grupo J
| Pos. | Equipo             | Pts. | PJ | G | E | P  | GF | GC  | Dif. | Clasificación |     | MON  | CCU | INT | JUV | DIS  | TIG  | CEN  | RBE  |
| ---- | ------------------ | ---- | -- | - | - | -- | -- | --- | ---- | ------------- | --- | ---- | --- | --- | --- | ---- | ---- | ---- | ---- |
| 1    | Monarca F. C.      | 25   | 11 | 8 | 1 | 2  | 42 | 7   | +35  | Segunda fase  |     | —    | 6–0 | 3–2 |     |      | 7–0  | 2–0  | 13–0 |
| 2    | City Club United   | 24   | 10 | 8 | 0 | 2  | 39 | 12  | +27  | Segunda fase  |     | 2–0  | —   |     | 7–2 | 4–0  | 2–1  | 0–3  |      |
| 3    | Club Internacional | 23   | 11 | 7 | 2 | 2  | 37 | 9   | +28  | Segunda fase  |     | 1–0  | 1–2 | —   | 0–0 | 5–0  |      | 2–1  | 13–0 |
| 4    | Juventus F. C.     | 19   | 11 | 5 | 4 | 2  | 25 | 17  | +8   |               |     | 2–2  | 2–1 | 0–1 | —   | 0–0  | 2–1  |      |      |
| 5    | Distrito Élite     | 14   | 11 | 4 | 2 | 5  | 20 | 20  | 0    |               | 0–4 |      | 1–3 | 2–2 | —   | 0–1  | 3–1  | 7–0  |      |
| 6    | Tigres "B"         | 11   | 10 | 3 | 2 | 5  | 32 | 20  | +12  |               | 0–3 |      | 2–2 | 0–3 |     | —    |      | 10–0 |      |
| 7    | C. D. Centenario   | 7    | 11 | 2 | 1 | 8  | 26 | 28  | −2   |               | 0–2 | 0–7  |     | 2–3 | 0–3 | 1–1  | —    | 7–2  |      |
| 8    | Real Benyamit      | 0    | 11 | 0 | 0 | 11 | 3  | 111 | −108 |               |     | 0–11 | 0–7 | 1–9 | 0–4 | 0–16 | 0–14 | —    |      |

 Fuente: Difutbol

### Grupo K
| Pos. | Equipo                      | Pts. | PJ | G | E | P | GF | GC | Dif. | Clasificación |     | SNO | ABN | SPA | UDC | FLA | CAJ | SUM  |
| ---- | --------------------------- | ---- | -- | - | - | - | -- | -- | ---- | ------------- | --- | --- | --- | --- | --- | --- | --- | ---- |
| 1    | Sabana Norte                | 23   | 10 | 7 | 2 | 1 | 19 | 10 | +9   | Segunda fase  |     | —   | 2–2 | 2–0 |     | 2–3 | 3–2 | 2–1  |
| 2    | Academia Blanco y Negro     | 20   | 10 | 6 | 2 | 2 | 21 | 7  | +14  | Segunda fase  |     |     | —   | 0–1 | 0–0 | 2–0 | 2–0 | 3–1  |
| 3    | Deportivo San Pablo         | 18   | 9  | 6 | 0 | 3 | 22 | 8  | +14  | Segunda fase  |     | 0–1 |     | —   | 1–0 | 1–4 |     | 10–0 |
| 4    | Universidad de Cundinamarca | 15   | 9  | 4 | 3 | 2 | 20 | 10 | +10  |               |     | 2–3 | 3–2 |     | —   | 2–2 | 1–0 | 7–0  |
| 5    | Atlético Flamengo           | 14   | 9  | 4 | 2 | 3 | 18 | 11 | +7   |               | 0–0 | 0–1 | 0–1 |     | —   | 5–2 |     |      |
| 6    | F. C. Cajicá                | 3    | 9  | 1 | 0 | 8 | 6  | 23 | −17  |               | 0–2 | 0–1 | 0–5 | 0–3 |     | —   | 2–1 |      |
| 7    | Super Mundial F. C.         | 1    | 10 | 0 | 1 | 9 | 6  | 43 | −37  |               | 0–2 | 0–8 | 1–3 | 2–2 | 0–4 |     | —   |      |

 Fuente: Difutbol

### Grupo L
| Pos. | Equipo               | Pts. | PJ | G | E | P | GF | GC | Dif. | Clasificación |     | PAT | SAN | ANA | LON | LAN | RJU | CGB |
| ---- | -------------------- | ---- | -- | - | - | - | -- | -- | ---- | ------------- | --- | --- | --- | --- | --- | --- | --- | --- |
| 1    | Patriotas "B"        | 22   | 10 | 7 | 1 | 2 | 19 | 6  | +13  | Segunda fase  |     | —   | 1–2 |     | 1–0 | 1–0 | 3–0 | 0–0 |
| 2    | Club Santoto         | 22   | 9  | 7 | 1 | 1 | 14 | 5  | +9   | Segunda fase  |     |     | —   | 3–1 | 3–1 | 1–0 |     | 1–1 |
| 3    | Alianza Nacional     | 18   | 10 | 6 | 0 | 4 | 17 | 12 | +5   | Segunda fase  |     | 0–2 | 0–1 | —   | 5–1 |     | 1–0 | 4–1 |
| 4    | La Once F. C.        | 13   | 10 | 4 | 1 | 5 | 10 | 14 | −4   |               |     | 1–0 | 0–1 | 3–0 | —   | 0–0 |     | 1–0 |
| 5    | Lanceros F. C.       | 10   | 9  | 3 | 1 | 5 | 12 | 13 | −1   |               | 1–6 |     | 0–1 | 4–2 | —   | 0–1 | 6–1 |     |
| 6    | Real Juventud        | 9    | 9  | 3 | 0 | 6 | 5  | 11 | −6   |               | 1–2 | 1–0 | 1–3 | 0–1 | 0–1 | —   |     |     |
| 7    | Club Goleiros Boyacá | 2    | 9  | 0 | 2 | 7 | 4  | 20 | −16  |               | 1–3 | 0–2 | 0–2 |     |     |     | —   |     |

 Fuente: Difutbol

### Grupo LL
| Pos. | Equipo               | Pts. | PJ | G | E | P | GF | GC | Dif. | Clasificación |     | BIC | CUE | RPA | ALZ | ATO |
| ---- | -------------------- | ---- | -- | - | - | - | -- | -- | ---- | ------------- | --- | --- | --- | --- | --- | --- |
| 1    | Bicentenario         | 15   | 6  | 5 | 0 | 1 | 14 | 7  | +7   | Segunda fase  |     | —   | 2–0 | 4–2 |     | 2–0 |
| 2    | Cuervos F. C.        | 9    | 6  | 3 | 0 | 3 | 7  | 9  | −2   | Segunda fase  |     | 1–2 | —   |     | 2–1 | 2–0 |
| 3    | Atlético Real Paz    | 7    | 5  | 2 | 1 | 2 | 10 | 11 | −1   |               |     | 3–2 | 1–2 | —   | 3–2 |     |
| 4    | Alzate's Premier     | 6    | 6  | 2 | 0 | 4 | 12 | 10 | +2   |               | 1–2 | 3–0 |     | —   | 1–2 |     |
| 5    | Atletico Del Oriente | 4    | 5  | 1 | 1 | 3 | 4  | 10 | −6   |               |     |     | 1–1 | 1–4 | —   |     |

 Fuente: Difutbol

### Grupo M
| Pos. | Equipo                     | Pts. | PJ | G | E | P | GF | GC | Dif. | Clasificación |     | NEY | FIO | DNE | VDP | TNE | GAR | ELI | TRE |
| ---- | -------------------------- | ---- | -- | - | - | - | -- | -- | ---- | ------------- | --- | --- | --- | --- | --- | --- | --- | --- | --- |
| 1    | Pitalito F. C. - Ney Sport | 27   | 11 | 8 | 3 | 0 | 42 | 12 | +30  | Segunda fase  |     | —   |     | 3–1 | 4–1 | 1–1 | 4–0 | 4–1 | 4–0 |
| 2    | Fiorentina F. C.           | 22   | 11 | 6 | 4 | 1 | 17 | 10 | +7   | Segunda fase  |     | 0–0 | —   |     | 2–1 | 1–0 | 2–1 | 2–1 |     |
| 3    | Deportivo Neiva            | 16   | 11 | 4 | 4 | 3 | 26 | 17 | +9   | Segunda fase  |     | 3–3 | 2–2 | —   | 2–1 | 1–2 |     | 8–0 | 1–0 |
| 4    | Villa de las Palmas        | 14   | 11 | 4 | 2 | 5 | 16 | 17 | −1   |               |     | 2–5 | 1–0 | 1–1 | —   |     | 3–1 | 0–0 | 2–0 |
| 5    | Talentos Neiva             | 14   | 11 | 3 | 5 | 3 | 19 | 20 | −1   |               | 1–6 | 3–3 |     | 1–2 | —   | 3–3 |     | 6–0 |     |
| 6    | Deportivo Garzagol         | 12   | 11 | 3 | 3 | 5 | 17 | 18 | −1   |               |     | 0–2 | 3–1 |     | 0–0 | —   | 3–0 | 5–0 |     |
| 7    | Elite Melgar               | 9    | 11 | 2 | 3 | 6 | 14 | 32 | −18  |               | 2–8 | 0–2 | 1–1 |     | 3–0 | 2–0 | —   |     |     |
| 8    | Academia Talento Real      | 4    | 11 | 0 | 4 | 7 | 8  | 33 | −25  |               |     | 1–1 | 1–5 | 0–3 | 1–1 | 1–1 | 4–4 | —   |     |

 Fuente: Difutbol

### Grupo N
| Pos. | Equipo                  | Pts. | PJ | G | E | P  | GF | GC | Dif. | Clasificación |      | ILU | RSA | CAR | BSO | ACA | RIS |
| ---- | ----------------------- | ---- | -- | - | - | -- | -- | -- | ---- | ------------- | ---- | --- | --- | --- | --- | --- | --- |
| 1    | Ilusión Naranja         | 24   | 10 | 8 | 0 | 2  | 43 | 5  | +38  | Segunda fase  |      | —   | 2–3 | 2–0 | 4–1 | 2–0 | 7–0 |
| 2    | Real Sabanalarga        | 22   | 10 | 7 | 1 | 2  | 22 | 10 | +12  | Segunda fase  |      | 1–0 | —   | 1–1 | 1–0 | 2–0 | 4–0 |
| 3    | Caribe Sport            | 19   | 10 | 6 | 1 | 3  | 18 | 12 | +6   |               |      | 0–5 | 2–1 | —   | 2–1 | 5–1 | 4–2 |
| 4    | Boca Juniors de Soledad | 15   | 10 | 5 | 0 | 5  | 24 | 22 | +2   |               | 0–7  | 3–0 | 1–0 | —   | 1–0 | 6–0 |     |
| 5    | Alianza Caribe          | 9    | 10 | 3 | 0 | 7  | 12 | 23 | −11  |               | 0–3  | 0–4 | 0–3 | 6–3 | —   | 3–0 |     |
| 6    | Risaralda F. C.         | 0    | 10 | 0 | 0 | 10 | 6  | 51 | −45  |               | 0–11 | 2–5 | 0–1 | 2–8 | 0–2 | —   |     |

 Fuente: Difutbol

### Grupo Ñ
| Pos. | Equipo                   | Pts. | PJ | G | E | P | GF | GC | Dif. | Clasificación |     | CCR | JUV | SLU | DSU | SPO | RCC | RSO |
| ---- | ------------------------ | ---- | -- | - | - | - | -- | -- | ---- | ------------- | --- | --- | --- | --- | --- | --- | --- | --- |
| 1    | Central Campo de la Cruz | 25   | 9  | 8 | 1 | 0 | 24 | 10 | +14  | Segunda fase  |     | —   | 1–1 | 1–0 | 3–2 |     | 3–1 | 3–1 |
| 2    | Juventud 2000            | 23   | 10 | 7 | 2 | 1 | 26 | 13 | +13  | Segunda fase  |     |     | —   | 4–0 | 2–1 | 1–2 | 6–3 | 5–1 |
| 3    | Santa Lucía F. C.        | 21   | 10 | 7 | 0 | 3 | 28 | 15 | +13  | Segunda fase  |     | 2–3 | 3–0 | —   |     | 5–2 | 2–1 | 4–3 |
| 4    | Deportivo Suan           | 7    | 9  | 2 | 1 | 6 | 10 | 18 | −8   |               |     | 0–3 | 2–3 | 0–2 | —   | 1–1 |     | 2–4 |
| 5    | Sporting Football        | 7    | 9  | 1 | 4 | 4 | 10 | 17 | −7   |               | 1–2 |     | 0–5 |     | —   | 1–1 | 2–1 |     |
| 6    | Real Campo de la Cruz    | 5    | 9  | 1 | 2 | 6 | 9  | 19 | −10  |               |     | 0–2 | 1–3 | 0–1 | 0–0 | —   |     |     |
| 7    | Real Sociedad de Suan    | 5    | 10 | 1 | 2 | 7 | 14 | 25 | −11  |               | 2–5 | 1–1 |     | 0–1 | 0–0 | 1–2 | —   |     |

 Fuente: Difutbol

### Grupo O
| Pos. | Equipo                | Pts. | PJ | G | E | P | GF | GC | Dif. | Clasificación |     | PYF | AJM | JUM | BOL | AMI | RMO | TCA | FAN | SPE | BUE |
| ---- | --------------------- | ---- | -- | - | - | - | -- | -- | ---- | ------------- | --- | --- | --- | --- | --- | --- | --- | --- | --- | --- | --- |
| 1    | Paz y Futuro          | 28   | 13 | 8 | 4 | 1 | 16 | 4  | +12  | Segunda fase  |     | —   |     |     | 3–1 | 1–0 |     | 1–0 | 1–0 | 1–0 | 4–1 |
| 2    | Atlético Juan Martín  | 27   | 13 | 8 | 3 | 2 | 22 | 8  | +14  | Segunda fase  |     | 0–0 | —   | 1–1 | 2–1 |     | 1–0 | 1–3 | 5–0 | 2–0 |     |
| 3    | Juventud Magangué     | 24   | 13 | 7 | 3 | 3 | 22 | 14 | +8   | Segunda fase  |     | 0–0 | 2–3 | —   | 1–3 |     | 1–0 | 2–1 |     | 2–1 | 4–1 |
| 4    | Athletic Club Bolívar | 23   | 13 | 7 | 2 | 4 | 24 | 18 | +6   | Segunda fase  |     | 1–0 | 0–0 |     | —   | 5–2 | 1–1 |     | 1–3 |     | 1–0 |
| 5    | Amigos de Corozal     | 20   | 13 | 6 | 2 | 5 | 21 | 24 | −3   |               |     |     | 1–0 | 1–0 |     | —   | 1–1 | 3–0 |     | 0–0 | 6–3 |
| 6    | Real Mompox           | 18   | 13 | 5 | 3 | 5 | 16 | 13 | +3   |               | 0–0 | 0–3 |     |     | 3–1 | —   | 2–0 | 2–1 | 3–0 | 3–0 |     |
| 7    | Talentos Cartageneros | 17   | 13 | 5 | 2 | 6 | 21 | 19 | +2   |               | 1–1 |     | 1–1 | 2–4 | 7–1 |     | —   | 3–1 | 1–0 |     |     |
| 8    | Fantasía Cartagena    | 10   | 13 | 3 | 1 | 9 | 13 | 28 | −15  |               |     | 0–3 | 0–2 | 2–0 | 0–2 | 2–0 | 0–2 | —   |     | 2–2 |     |
| 9    | San Pedro F. C.       | 8    | 13 | 2 | 2 | 9 | 12 | 21 | −9   |               | 0–1 |     |     | 2–3 | 1–2 | 2–1 |     | 3–4 | —   | 2–0 |     |
| 10   | Deportivo Buenavista  | 8    | 13 | 2 | 2 | 9 | 14 | 32 | −18  |               | 0–3 | 0–1 | 1–4 |     | 3–1 |     | 2–0 |     | 1–1 | —   |     |

 Fuente: Difutbol

### Grupo P
| Pos. | Equipo               | Pts. | PJ | G | E | P  | GF | GC | Dif. | Clasificación |     | EAZ | RBO | CUR | COP | ALG | NAP | BEC | GRE  |
| ---- | -------------------- | ---- | -- | - | - | -- | -- | -- | ---- | ------------- | --- | --- | --- | --- | --- | --- | --- | --- | ---- |
| 1    | Equipo Azul          | 27   | 11 | 8 | 3 | 0  | 23 | 5  | +18  | Segunda fase  |     | —   | 1–1 | 5–1 |     | 4–0 | 2–0 | 2–0 | 3–0  |
| 2    | Real Bosconia        | 22   | 11 | 6 | 4 | 1  | 27 | 14 | +13  | Segunda fase  |     | 0–0 | —   | 3–1 | 2–1 | 1–1 |     | 2–0 | 4–0  |
| 3    | Atlético Curumaní    | 15   | 11 | 4 | 3 | 4  | 18 | 19 | −1   | Segunda fase  |     | 0–1 | 4–5 | —   | 1–0 | 1–1 | 1–1 | 1–1 |      |
| 4    | Deportivo Copey      | 14   | 11 | 4 | 2 | 5  | 25 | 16 | +9   |               |     | 1–2 | 1–5 |     | —   |     | 1–1 | 1–3 | 11–0 |
| 5    | Atlético Algarrobo   | 15   | 11 | 3 | 6 | 2  | 17 | 16 | +1   |               |     | 2–2 | 0–1 | 1–1 | —   | 2–1 | 1–1 | 1–0 |      |
| 6    | Nápoles              | 13   | 11 | 3 | 4 | 4  | 19 | 17 | +2   |               | 1–2 | 3–2 |     | 0–3 | 3–3 | —   |     | 1–0 |      |
| 7    | Atlético Becerril FM | 13   | 11 | 3 | 4 | 4  | 15 | 14 | +1   |               | 1–1 |     | 0–1 | 1–2 |     | 0–0 | —   | 2–0 |      |
| 8    | Gremio Vallenato     | 0    | 11 | 0 | 0 | 11 | 2  | 46 | −44  |               |     |     | 0–4 | 0–3 | 0–5 | 1–8 | 1–4 | —   |      |

 Fuente: Difutbol

### Grupo Q
| Pos. | Equipo                 | Pts. | PJ | G  | E | P  | GF | GC | Dif. | Clasificación |     | ARA | RAS | SMA | HPQ | QUI | BAS | RSA | TAS | GRA | JSM |
| ---- | ---------------------- | ---- | -- | -- | - | -- | -- | -- | ---- | ------------- | --- | --- | --- | --- | --- | --- | --- | --- | --- | --- | --- |
| 1    | Atlético Aracataca     | 37   | 13 | 12 | 1 | 0  | 42 | 6  | +36  | Segunda fase  |     | —   | 0–0 |     | 6–0 | 3–1 | 3–0 |     |     | 6–0 | 3–0 |
| 2    | Real Afro Sport        | 25   | 13 | 7  | 4 | 2  | 29 | 13 | +16  | Segunda fase  |     | 0–2 | —   | 1–0 |     | 3–1 | 6–0 |     | 2–2 | 4–0 | 7–2 |
| 3    | Deportivo Santa Marta  | 21   | 13 | 6  | 3 | 4  | 29 | 18 | +11  | Segunda fase  |     | 0–4 | 4–0 | —   | 1–1 |     | 3–4 | 2–1 |     | 2–2 | 4–0 |
| 4    | Healthy People Quilmes | 20   | 13 | 5  | 5 | 3  | 20 | 19 | +1   | Segunda fase  |     |     | 0–2 |     | —   | 0–1 | 3–3 | 5–0 | 1–1 | 1–1 | 2–1 |
| 5    | Deportivo Quique       | 18   | 13 | 5  | 3 | 5  | 28 | 28 | 0    |               |     | 1–4 | 2–2 | 1–1 |     | —   | 2–1 | 2–3 | 4–2 |     |     |
| 6    | Bastidas F. C.         | 17   | 13 | 5  | 2 | 6  | 30 | 31 | −1   |               | 2–3 |     |     | 0–2 | 3–2 | —   |     | 8–1 | 4–1 | 1–1 |     |
| 7    | La Real Sociedad       | 17   | 13 | 5  | 2 | 6  | 21 | 24 | −3   |               | 0–2 | 0–0 | 3–1 | 1–2 |     | 0–3 | —   | 3–4 |     | 3–0 |     |
| 8    | Talento Sport          | 15   | 13 | 4  | 3 | 6  | 28 | 37 | −9   |               | 1–3 |     | 1–4 |     | 3–5 | 4–1 | 0–1 | —   | 3–2 |     |     |
| 9    | Granada F. C.          | 7    | 13 | 1  | 4 | 8  | 15 | 38 | −23  |               | 1–3 |     | 0–3 | 1–1 | 3–3 |     | 2–4 | 1–4 | —   |     |     |
| 10   | Juventus Santa Marta   | 3    | 13 | 0  | 3 | 10 | 9  | 35 | −26  |               |     | 0–2 | 0–4 | 1–2 | 0–2 |     | 2–2 | 2–2 | 0–1 | —   |     |

 Fuente: Difutbol

### Grupo R
| Pos. | Equipo             | Pts. | PJ | G | E | P  | GF | GC | Dif. | Clasificación |     | DRI | GUA | ONE | MAI | DJM | FLA |
| ---- | ------------------ | ---- | -- | - | - | -- | -- | -- | ---- | ------------- | --- | --- | --- | --- | --- | --- | --- |
| 1    | Deportivo Riohacha | 23   | 10 | 7 | 2 | 1  | 16 | 9  | +7   | Segunda fase  |     | —   | 1–0 | 2–1 | 1–1 | 1–0 | 1–0 |
| 2    | Alianza Guajira    | 22   | 10 | 7 | 1 | 2  | 16 | 5  | +11  | Segunda fase  |     | 4–1 | —   | 3–0 | 3–1 | 2–0 | 1–0 |
| 3    | Oro Negro          | 16   | 10 | 5 | 1 | 4  | 14 | 12 | +2   |               |     | 1–3 | 0–1 | —   | 4–2 | 2–0 | 1–0 |
| 4    | Atlético Maicao    | 14   | 10 | 4 | 2 | 4  | 16 | 14 | +2   |               | 1–3 | 1–0 | 1–1 | —   | 5–0 | 1–0 |     |
| 5    | Deportivo JM       | 11   | 10 | 3 | 2 | 5  | 8  | 16 | −8   |               | 1–1 | 1–1 | 0–3 | 2–0 | —   | 3–0 |     |
| 6    | Flamengo F. C.     | 0    | 10 | 0 | 0 | 10 | 0  | 14 | −14  | Expulsado     |     | 0–1 | 0–1 | 0–1 | 0–3 | 0–1 | —   |

 Fuente: Difutbol

### Grupo S
| Pos. | Equipo                    | Pts. | PJ | G  | E | P  | GF | GC | Dif. | Clasificación |     | JIR | RPE | OSU | TDS | ISM | DUA | SAM | FLB  | FLA  | BSI |
| ---- | ------------------------- | ---- | -- | -- | - | -- | -- | -- | ---- | ------------- | --- | --- | --- | --- | --- | --- | --- | --- | ---- | ---- | --- |
| 1    | Atlético Jireh            | 32   | 14 | 9  | 5 | 0  | 20 | 6  | +14  | Segunda fase  |     | —   | 1–0 | 0–0 | 0–0 | 0–0 | 3–0 |     | 2–1  | 1–0  | 1–0 |
| 2    | Rey Pelé                  | 31   | 14 | 10 | 1 | 3  | 27 | 7  | +20  | Segunda fase  |     |     | —   |     | 2–1 | 1–0 | 2–1 | 3–0 | 9–0  |      | 1–0 |
| 3    | Once Sucre                | 30   | 14 | 9  | 3 | 2  | 44 | 12 | +32  | Segunda fase  |     |     | 3–1 | —   | 1–1 |     | 4–1 | 1–1 | 12–0 | 10–2 | 1–0 |
| 4    | Tigres del Sinú           | 26   | 13 | 7  | 5 | 1  | 37 | 10 | +27  | Segunda fase  |     |     | 0–0 | 3–2 | —   | 1–1 | 2–2 |     | 11–0 |      | 3–0 |
| 5    | Independiente San Marcos  | 25   | 13 | 7  | 4 | 2  | 18 | 9  | +9   |               |     | 1–1 | 1–0 | 0–2 |     | —   | 3–0 | 3–0 |      | 2–1  | 1–1 |
| 6    | Deportivo Urabá Antioquia | 20   | 14 | 6  | 2 | 6  | 32 | 25 | +7   |               | 3–3 | 0–1 | 3–2 |     |     | —   | 6–1 | 0–1 | 9–2  | 1–0  |     |
| 7    | Sampués F. C.             | 12   | 13 | 3  | 3 | 7  | 11 | 19 | −8   |               | 0–1 | 0–1 | 0–1 | 1–2 |     |     | —   | 3–0 | 3–0  | 1–0  |     |
| 8    | Flamengo F. C. "B"        | 9    | 14 | 3  | 0 | 11 | 10 | 58 | −48  |               | 1–3 |     | 0–4 | 1–4 | 1–2 | 1–5 |     | —   |      | 1–0  |     |
| 9    | Flamengo F. C.            | 7    | 13 | 2  | 1 | 10 | 10 | 51 | −41  |               | 0–3 | 0–5 |     | 0–8 | 1–3 |     | 0–0 | 3–2 | —    | 1–0  |     |
| 10   | Boca Juniors de Sincelejo | 5    | 18 | 1  | 2 | 15 | 7  | 19 | −12  | Expulsado     |     | 0–1 | 0–1 | 0–1 | 0–1 | 0–1 | 0–1 | 1–1 | 0–1  | 5–0  | —   |

 Fuente: Difutbol

### Grupo T
| Pos. | Equipo               | Pts. | PJ | G | E | P  | GF | GC | Dif. | Clasificación |     | PRO | CUC | IPA | CHA | PAM | CZU | ADB | SDN | CIA |
| ---- | -------------------- | ---- | -- | - | - | -- | -- | -- | ---- | ------------- | --- | --- | --- | --- | --- | --- | --- | --- | --- | --- |
| 1    | La Provincia F. C.   | 28   | 12 | 9 | 1 | 2  | 35 | 14 | +21  | Segunda fase  |     | —   |     | 3–2 | 2–0 | 3–1 |     | 3–0 | 4–0 | 7–0 |
| 2    | Cúcuta F. C.         | 27   | 11 | 8 | 3 | 0  | 33 | 12 | +21  | Segunda fase  |     | 3–3 | —   | 3–0 |     |     |     | 3–1 | 3–2 | 8–2 |
| 3    | Internacional Patios | 25   | 12 | 8 | 1 | 3  | 28 | 12 | +16  | Segunda fase  |     | 2–0 | 2–2 | —   |     | 3–0 |     | 2–0 | 4–0 | 4–0 |
| 4    | Atlético Chapinero   | 23   | 12 | 7 | 2 | 3  | 21 | 12 | +9   | Segunda fase  |     | 1–2 | 0–2 | 1–0 | —   | 1–1 | 4–1 |     |     | 3–1 |
| 5    | Pamplona F.C.        | 14   | 12 | 4 | 2 | 6  | 19 | 26 | −7   |               |     |     | 0–4 | 1–3 | 2–2 | —   | 2–1 | 1–3 | 3–0 |     |
| 6    | Centro Zulia F. C.   | 12   | 10 | 3 | 3 | 4  | 16 | 15 | +1   |               | 4–2 | 1–1 | 1–2 | 0–1 |     | —   |     | 2–2 | 3–0 |     |
| 7    | Amigos del Balón     | 9    | 10 | 3 | 0 | 7  | 14 | 24 | −10  |               |     | 1–3 | 1–4 | 0–2 | 3–2 |     | —   |     |     |     |
| 8    | Santander del Norte  | 5    | 12 | 1 | 2 | 9  | 9  | 28 | −19  |               | 1–2 | 0–1 |     | 1–4 | 1–2 | 0–0 | 0–3 | —   |     |     |
| 9    | Ciamen F. C.         | 3    | 11 | 1 | 0 | 10 | 11 | 40 | −29  |               | 1–4 |     |     | 0–2 | 2–3 | 1–3 | 4–2 | 0–2 | —   |     |

 Fuente: Difutbol

### Grupo V
| Pos. | Equipo              | Pts. | PJ | G | E | P | GF | GC | Dif. | Clasificación |     | AGU | FER | ALG | RSN | ATS | ASF |
| ---- | ------------------- | ---- | -- | - | - | - | -- | -- | ---- | ------------- | --- | --- | --- | --- | --- | --- | --- |
| 1    | Real Aguachica      | 28   | 10 | 9 | 1 | 0 | 39 | 6  | +33  | Segunda fase  |     | —   | 6–2 | 3–0 | 1–1 | 4–0 | 8–0 |
| 2    | Deportivo Ferry     | 21   | 10 | 7 | 0 | 3 | 39 | 21 | +18  | Segunda fase  |     | 3–4 | —   | 4–0 | 2–0 | 4–1 | 9–1 |
| 3    | Albeiro García      | 15   | 10 | 4 | 3 | 3 | 19 | 12 | +7   |               |     | 0–3 | 4–0 | —   | 1–1 | 5–0 | 3–0 |
| 4    | Real Soto Norte     | 12   | 10 | 3 | 3 | 4 | 12 | 13 | −1   |               | 0–3 | 0–3 | 1–1 | —   | 0–2 | 3–0 |     |
| 5    | Atlético Santander  | 8    | 10 | 2 | 2 | 6 | 9  | 25 | −16  |               | 0–3 | 2–5 | 0–0 | 0–3 | —   | 3–0 |     |
| 6    | Atlético San Felipe | 1    | 10 | 0 | 1 | 9 | 5  | 46 | −41  |               | 0–4 | 3–7 | 0–5 | 0–3 | 1–1 | —   |     |

 Fuente: Difutbol

### Grupo W
| Pos. | Equipo                   | Pts. | PJ | G | E | P  | GF | GC | Dif. | Clasificación |     | ZAR | RBA | TDS | EAM | RPS | TBA  |
| ---- | ------------------------ | ---- | -- | - | - | -- | -- | -- | ---- | ------------- | --- | --- | --- | --- | --- | --- | ---- |
| 1    | Zarzal F. C.             | 23   | 9  | 7 | 2 | 0  | 31 | 3  | +28  | Segunda fase  |     | —   |     | 2–1 | 4–1 | 0–0 | 7–0  |
| 2    | Real Barrancabermeja     | 17   | 8  | 5 | 2 | 1  | 30 | 9  | +21  | Segunda fase  |     | 0–0 | —   |     | 3–1 | 2–0 | 12–0 |
| 3    | Talentos del Sur         | 17   | 9  | 5 | 2 | 2  | 24 | 12 | +12  |               |     | 1–3 | 2–1 | —   | 1–1 | 3–1 | 9–0  |
| 4    | Equipo Amarillo F. C.    | 11   | 10 | 3 | 2 | 5  | 19 | 24 | −5   |               | 0–1 | 1–4 | 1–2 | —   | 3–1 | 3–2 |      |
| 5    | River Plate Santander    | 10   | 10 | 2 | 4 | 4  | 17 | 23 | −6   |               | 0–7 | 4–4 | 2–2 | 2–2 | —   | 4–0 |      |
| 6    | Talentos Barrancabermeja | 0    | 10 | 0 | 0 | 10 | 8  | 58 | −50  |               | 7–0 | 1–4 | 1–3 | 4–6 | 0–3 | —   |      |

 Fuente: Difutbol

## Fase eliminatoria
Equipos clasificados:
| Grupo A - Soccer Law Grupo B Grupo D - Sócrates Valencia Grupo E - Tigres del Quindío - La Cantera Grupo F - Nueva Generación Tadó | Grupo G Grupo H - Will Nariño Grupo I - B&O Los Embajadores Grupo J Grupo K | Grupo L - Patriotas "B" - Club Santoto Grupo LL - Bicentenario F. C. Grupo M - Pitalito F. C. - Ney Sport Grupo N - Ilusión Naranja - Real Sabanalarga Grupo Ñ - Central Campo La Cruz - Juventud 2000 - Santa Lucía F. C. | Grupo O Grupo P - Equipo Azul Grupo Q - Atlético Aracataca Grupo R - Alianza Guajira - Deportivo Riohacha Grupo S | Grupo T Grupo V - Real Aguachica - Deportivo Ferry Grupo W - Zarzal F. C. |

Total de equipos clasificados: 23 (corte del 20 de agosto de 2025)